# BECN1
Беклин-1 (англ. Beclin-1) — белок клеточной системы аутофагии, продукт гена человека BECN1. Является ортологом белка дрожжей Atg6 и белка BEC-1 у нематоды C. elegans. Взаимодействует с белком-регулятором Bcl-2 или с сигнальной фосфоинозитид-3-киназой класса III, которые играют критическую роль в регуляции аутофагии и апоптоза.

## Структура
Белок состоит из 450 аминокислот, молекулярная масса 51,9 кДа. Образует тример. 

## Функции
Играет центральную роль в аутофагии. Является главным компонентом комплекса PI3K, который обеспечивает образование фосфатидилинозитол-3-фосфата. Различные киназы играют роль в различных путях мембранного транспорта: PI3KC3-C1 участвует в инициации аутофагосомы, а PI3KC3-C2 - в созревании и аутофагосомы и эндоцитозе. Беклин-1 участвует в регуляции деградационного эндоцитозного транспорта и требуется для этапа разделения в процессе цитокинеза в контексте PI3KC3-C2.

## Взаимодействия
BECN1 взаимодействует с Bcl-2, BCL2L2, GOPC и с MAP1LC3A

## Роль в патологии
Беклин-1 играет важную роль в канцерогенезе и нейродегенеративном процессе в связи с участием в аутофагальной клеточной смерти. Известно, что рак яичника при стимулированной аутофагией характеризуется пониженной агрессивностью и лучше отвечает на химиотерапию.
Шизофрения ассоциирована с низким уровнем белка в гиппокампе, что приводит к пониженной аутофагии и, как следствие, к повышенной гибели нейронов.